# 포드졸

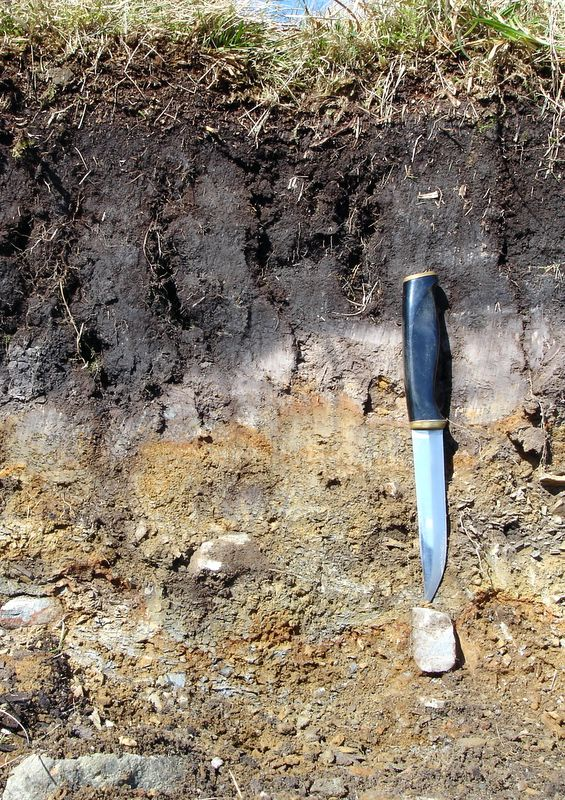

포드졸(podzol)은 토양학에서 구과식물 또는 타이가의 흙이며 호주 남부의 유칼립트숲과 헬스랜드의 흙이다. 서유럽에서 포드졸은 헬스랜드에서 발달한다. 일부 영국의 황야지역에서 캠비솔이 청동기 시대 고분 아래에 보존되어 있다.

## 갤러리

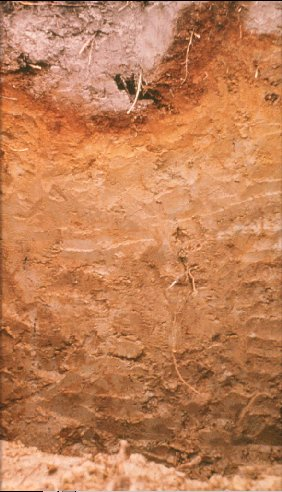
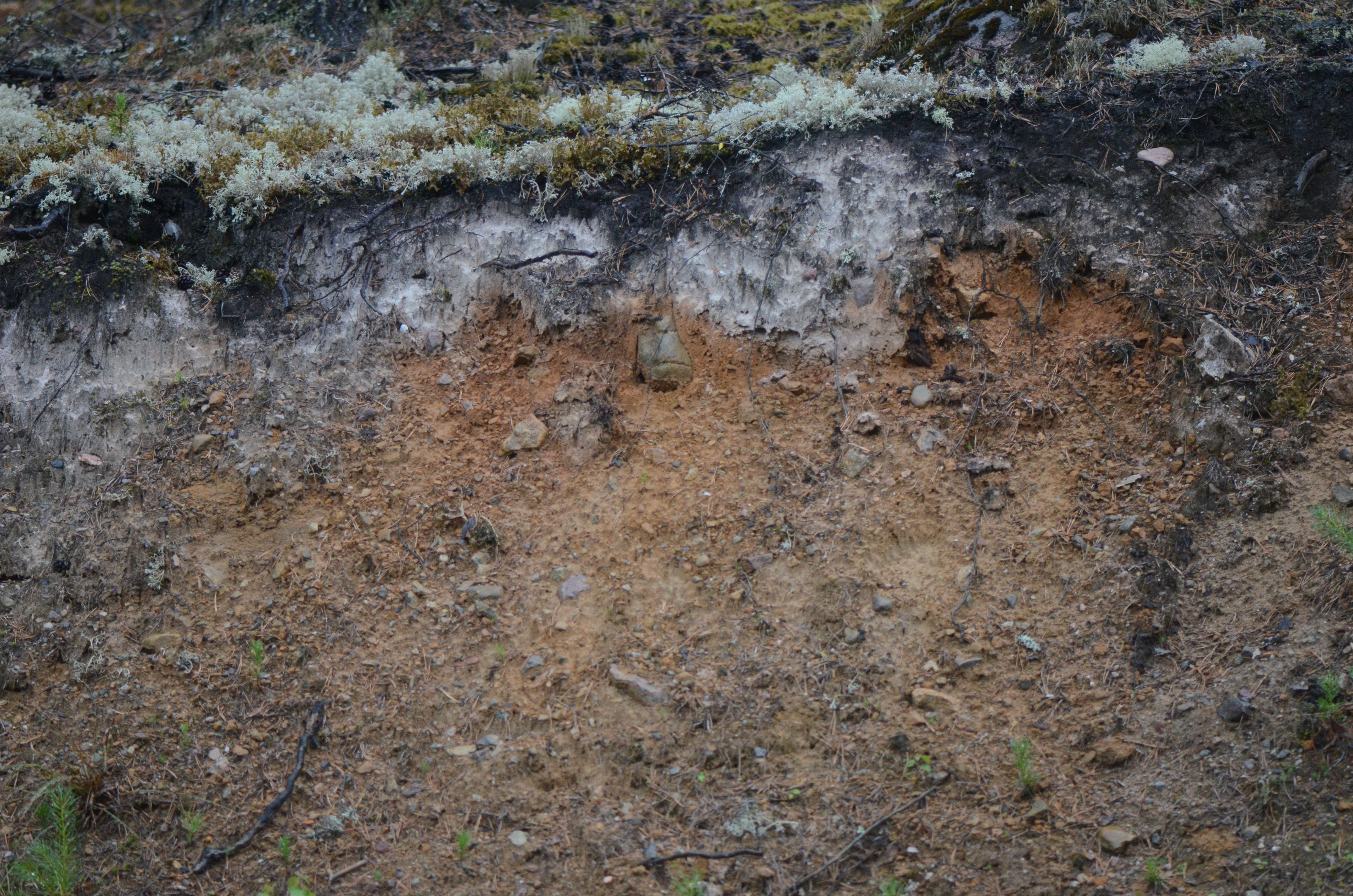
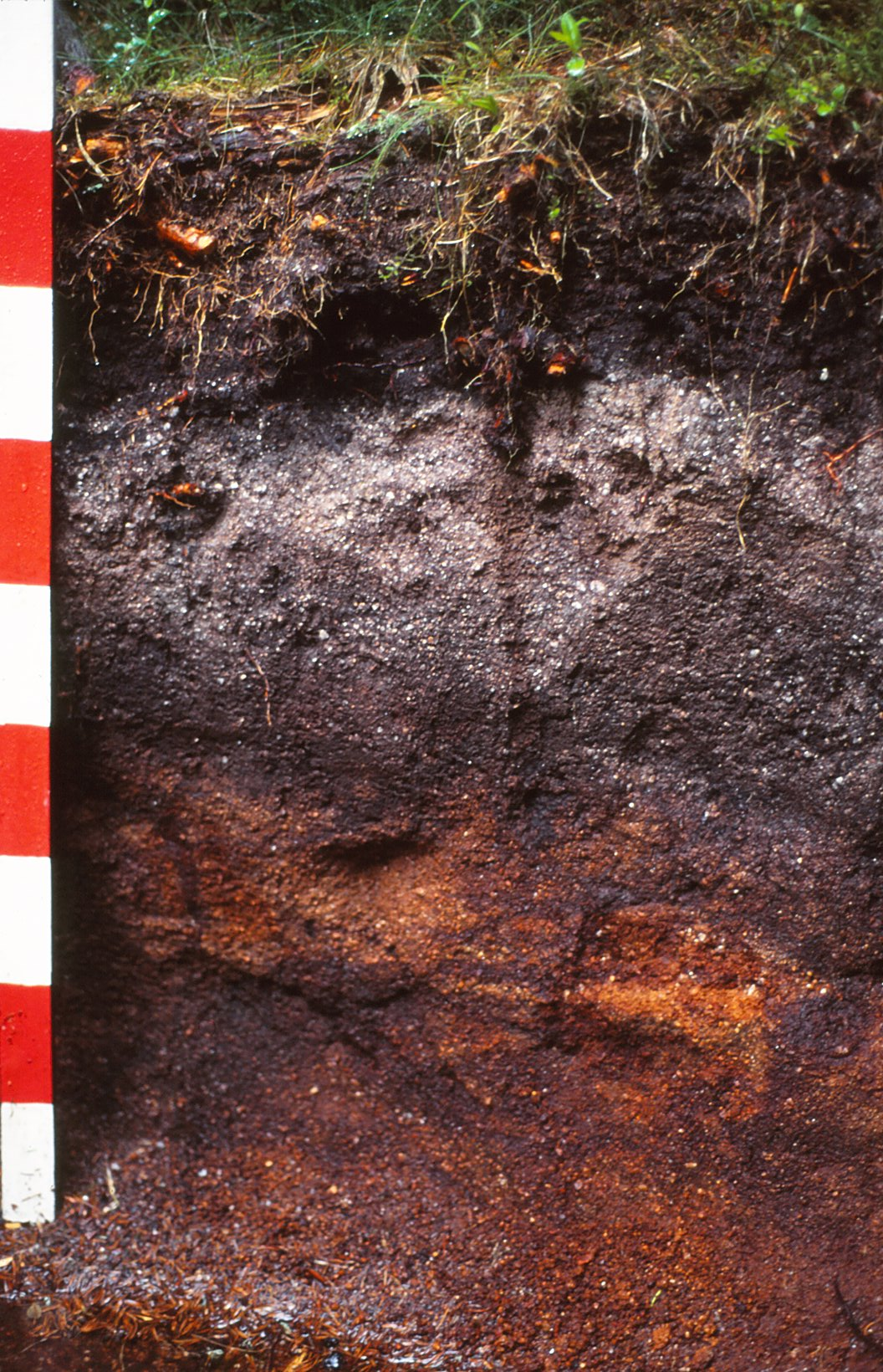

## 같이 보기
- 토양구